# Forcipomyia fidelis
Forcipomyia fidelis är en tvåvingeart som beskrevs av Nina Krivosheina 1968. Forcipomyia fidelis ingår i släktet Forcipomyia och familjen svidknott. Inga underarter finns listade i Catalogue of Life.